# Aeroportul Samjiyŏn
Aeroportul Samjiyŏn (IATA: YJS, ICAO: ZKSE) este un aeroport din Coreea de Nord ce deservește zona Samjiyon⁠(d).
Situat la o altitudine de 1.386 m, aeroportul dispune de o singură pistă.